# Reka Ovcearița
Reka Ovcearița este o arie protejată (sit de importanță comunitară — SCI) din Bulgaria întinsă pe o suprafață de 727,7 ha, integral pe uscat.

## Localizare
Centrul sitului Reka Ovcearița este situat la coordonatele 42°13′53″N 26°04′18″E / 42.2315°N 26.0718°E.

## Înființare
Situl Reka Ovcearița a fost declarat sit de importanță comunitară în martie 2007 pentru a proteja 15 specii de animale.

## Biodiversitate
Situată în ecoregiunea continentală, aria protejată nu include niciun habitat protejat.
La baza desemnării sitului se află mai multe specii protejate:
- amfibieni (2): buhai de baltă cu burta roșie (Bombina bombina), Triturus karelinii
- mamifere (6): vidră de râu (Lutra lutra), Myomimus roachi, liliac cu urechi mari (Myotis bechsteinii), liliac cu urechi de șoarece (Myotis blythii), popândău (Spermophilus citellus), dihor pătat (Vormela peregusna)
- nevertebrate (1): Unio crassus
- pești (4): Barbus cyclolepis, zvârluga (Cobitis taenia), țipar (Misgurnus fossilis), boarță (Rhodeus amarus)
- reptile (2): Elaphe sauromates, țestoasa de baltă (Emys orbicularis)

Pe lângă speciile protejate, pe teritoriul sitului au mai fost identificate 3 specii de amfibieni, 3 specii de mamifere, 1 specie de pești, 7 specii de reptile.